# Grand Prix Belgii 1962
Grand Prix Belgii 1962 (oryg. Grand Prix de Belgique) – 3. runda Mistrzostw Świata Formuły 1 w sezonie 1962, która odbyła się 17 czerwca 1962, po raz 11. na torze Circuit de Spa-Francorchamps.
22. Grand Prix Belgii, 11. zaliczane do Mistrzostw Świata Formuły 1.

## Wyniki

### Kwalifikacje
Źródło: statsf1.com
| P  | Nr | Kierowca                | Konstruktor(-silnik) | Opony | Czas   | Odstęp  | Strata  |
| -- | -- | ----------------------- | -------------------- | ----- | ------ | ------- | ------- |
| 1  | 1  | Graham Hill             | BRM                  | D     | 3:57,0 | –       | –       |
| 2  | 25 | Bruce McLaren           | Cooper-Climax        | D     | 3:58,8 | +1,8    | +1,8    |
| 3  | 17 | Trevor Taylor           | Lotus-Climax         | D     | 3:59,3 | +0,5    | +2,3    |
| 4  | 9  | Phil Hill               | Ferrari              | D     | 3:59,6 | +0,3    | +2,6    |
| 5  | 20 | Innes Ireland           | Lotus-Climax         | D     | 3:59,8 | +0,2    | +2,8    |
| 6  | 10 | Willy Mairesse          | Ferrari              | D     | 3:59,8 | +0,0    | +2,8    |
| 7  | 12 | Ricardo Rodríguez       | Ferrari              | D     | 4:01,0 | +1,2    | +4,0    |
| 8  | 21 | Masten Gregory          | Lotus-BRM            | D     | 4:01,0 | +0,0    | +4,0    |
| 9  | 2  | Richie Ginther          | BRM                  | D     | 4:01,4 | +0,4    | +4,4    |
| 10 | 26 | Tony Maggs              | Cooper-Climax        | D     | 4:03,6 | +2,2    | +6,6    |
| 11 | 5  | John Surtees            | Lola-Climax          | D     | 4:04,4 | +0,8    | +7,4    |
| 13 | 16 | Jim Clark               | Lotus-Climax         | D     | 4:04,9 | +0,5    | +7,9    |
| 13 | 7  | Carel Godin de Beaufort | Porsche              | D     | 4:07,7 | +2,8    | +10,7   |
| 14 | 11 | Giancarlo Baghetti      | Ferrari              | D     | 4:08,0 | +0,3    | +11,0   |
| 15 | 15 | Jack Brabham            | Lotus-Climax         | D     | 4:08,2 | +0,2    | +11,2   |
| 16 | 18 | Maurice Trintignant     | Lotus-Climax         | D     | 4:09,2 | +1,0    | +12,2   |
| 17 | 22 | Jo Siffert              | Lotus-Climax         | D     | 4:11,6 | +2,4    | +14,6   |
| 18 | 19 | Lucien Bianchi          | Lotus-Climax         | D     | 4:18,0 | +6,4    | +21,0   |
| 19 | 4  | John Campbell-Jones     | Emeryson-Climax      | D     | 4:26,9 | +8,9    | +29,9   |
| 20 | 23 | Dan Gurney              | Lotus-BRM            | D     | 6:42,2 | +2:15,3 | +2:45,2 |
| P  | Nr | Kierowca                | Konstruktor(-silnik) | Opony | Czas   | Odstęp  | Strata  |

### Wyścig
Źródła: statsf1.com
| P                                                     | + / – | Nr | Kierowca                | Konstruktor   | Opony | Okr. | Czas / Strata | Komentarz                |
| ----------------------------------------------------- | ----- | -- | ----------------------- | ------------- | ----- | ---- | ------------- | ------------------------ |
| 1                                                     | 12    | 16 | Jim Clark               | Lotus-Climax  | D     | 32   | 2:07:32,3     |                          |
| 2                                                     | 1     | 1  | Graham Hill             | BRM           | D     | 32   | +44,1         |                          |
| 3                                                     | 1     | 9  | Phil Hill               | Ferrari       | D     | 32   | +2:06,5       |                          |
| 4                                                     | 3     | 12 | Ricardo Rodríguez       | Ferrari       | D     | 32   | +2:06,6       |                          |
| 5                                                     | 6     | 5  | John Surtees            | Lola-Climax   | D     | 31   | +1 okr.       |                          |
| 6                                                     | 9     | 15 | Jack Brabham            | Lotus-Climax  | D     | 30   | +2 okr.       |                          |
| 7                                                     | 6     | 7  | Carel Godin de Beaufort | Porsche       | D     | 30   | +2 okr.       |                          |
| 8                                                     | 8     | 18 | Maurice Trintignant     | Lotus-Climax  | D     | 30   | +2 okr.       |                          |
| 9                                                     | 9     | 19 | Lucien Bianchi          | Lotus-Climax  | D     | 29   | +3 okr.       |                          |
| 10                                                    | 7     | 22 | Jo Siffert              | Lotus-Climax  | D     | 29   | +3 okr.       |                          |
| 11                                                    | 8     | 4  | John Campbell-Jones     | Lotus-Climax  | D     | 16   | +16 okr.      | skrzynia biegów          |
| Niesklasyfikowani                                     |       |    |                         |               |       |      |               |                          |
|                                                       |       | 17 | Trevor Taylor           | Lotus-Climax  | D     | 25   | +7 okr.       | wypadek                  |
|                                                       |       | 10 | Willy Mairesse          | Ferrari       | D     | 25   | +7 okr.       | wypadek                  |
|                                                       |       | 2  | Richie Ginther          | BRM           | D     | 22   | +10 okr.      | przekładnia              |
|                                                       |       | 26 | Tony Maggs              | Cooper-Climax | D     | 22   | +10 okr.      | skrzynia biegów          |
|                                                       |       | 25 | Bruce McLaren           | Cooper-Climax | D     | 19   | +13 okr.      | ciśnienie oleju          |
|                                                       |       | 21 | Masten Gregory          | Lotus-BRM     | D     | 13   | +19 okr.      | wycofał się              |
|                                                       |       | 20 | Innes Ireland           | Lotus-Climax  | D     | 8    | +24 okr.      | zawieszenie              |
|                                                       |       | 11 | Giancarlo Baghetti      | Ferrari       | D     | 3    | +29 okr.      | zapłon                   |
| Nie wystartowali / niedopuszczeni do ponownego startu |       |    |                         |               |       |      |               |                          |
|                                                       |       | 23 | Dan Gurney              | Lotus-BRM     | D     | 0    |               | prowadzenie              |
|                                                       |       | 3  | Tony Marsh              | BRM           | D     | 0    |               | brak sprawnego samochodu |
|                                                       |       | 8  | Heinz Schiller          | Porsche       | D     | 0    |               | nie przybył              |
|                                                       |       | 24 | Jo Bonnier              | Porsche       | D     | 0    |               | brak sprawnego samochodu |
|                                                       |       | 4  | Gerry Ashmore           | BRM           | D     | 0    |               | brak sprawnego samochodu |
| P                                                     | + / – | Nr | Kierowca                | Konstruktor   | Opony | Okr. | Czas / Strata | Komentarz                |

### Najszybsze okrążenie
Źródło: statsf1.com
| Nr | Kierowca  | Konstruktor  | Czas   | Okr. |
| -- | --------- | ------------ | ------ | ---- |
| 16 | Jim Clark | Lotus-Climax | 3:55,6 | 15   |

### Prowadzenie w wyścigu
Źródło: statsf1.com
| Nr                              | Kierowca       | Konstruktor  | Okrążenia | Suma |
| ------------------------------- | -------------- | ------------ | --------- | ---- |
| 16                              | Jim Clark      | Lotus-Climax | 9-32      | 24   |
| 17                              | Trevor Taylor  | Lotus-Climax | 2-3, 5, 8 | 4    |
| 10                              | Willy Mairesse | Ferrari      | 4, 6-7    | 3    |
| 1                               | Graham Hill    | BRM          | 1         | 1    |
| \| Wykres \| \| ------ \| \| \| |                |              |           |      |
| Wykres                          |                |              |           |      |
|                                 |                |              |           |      |

## Klasyfikacja po wyścigu
Pierwsza szóstka otrzymywała punkty według klucza 9-6-4-3-2-1. Liczone było tylko 5 najlepszych wyścigów danego kierowcy.
Uwzględniono tylko kierowców, którzy zdobyli jakiekolwiek punkty
| P  | +/− | Kierowca                | Starty | Punkty | P1 | P2 | P3 | PP | NO | NS |
| -- | --- | ----------------------- | ------ | ------ | -- | -- | -- | -- | -- | -- |
| 1  | 0   | Graham Hill             | 3      | 16     | 1  | 1  | –  | 1  | –  | –  |
| 2  | 0   | Phil Hill               | 3      | 14     | –  | 1  | 2  | –  | –  | –  |
| 3  | N   | Jim Clark               | 3      | 9      | 1  | –  | –  | 1  | 2  | 1  |
| 4  | −1  | Bruce McLaren           | 3      | 9      | 1  | –  | –  | –  | 1  | 2  |
| 5  | −1  | Trevor Taylor           | 3      | 6      | –  | 1  | –  | –  | –  | 2  |
| 6  | 0   | John Surtees            | 3      | 5      | –  | –  | –  | 1  | –  | 1  |
| 7  | −2  | Lorenzo Bandini         | 1      | 4      | –  | –  | 1  | –  | –  | –  |
| 8  | −1  | Giancarlo Baghetti      | 2      | 3      | –  | –  | –  | –  | –  | 1  |
| 8  | N   | Ricardo Rodríguez       | 2      | 3      | –  | –  | –  | –  | –  | 1  |
| 10 | −2  | Jo Bonnier              | 2      | 2      | –  | –  | –  | –  | –  | –  |
| 11 | −2  | Tony Maggs              | 3      | 2      | –  | –  | –  | –  | –  | 2  |
| 12 | −2  | Carel Godin de Beaufort | 2      | 1      | –  | –  | –  | –  | –  | –  |
| 13 | N   | Jack Brabham            | 3      | 1      | –  | –  | –  | –  | –  | 1  |
| P  | +/− | Kierowca                | Starty | Punkty | P1 | P2 | P3 | PP | NO | NS |

### Konstruktorzy
Tylko jeden, najwyżej uplasowany kierowca danego konstruktora, zdobywał dla niego punkty. Również do klasyfikacji zaliczano 5 najlepszych wyników.
| P                 | +/− | Konstruktor     | Starty | Punkty | P1 | P2 | P3 | PP | NO | NS |
| ----------------- | --- | --------------- | ------ | ------ | -- | -- | -- | -- | -- | -- |
| 1                 | +1  | BRM             | 6      | 16     | 1  | 1  | –  | 1  | –  | 3  |
| 2                 | +2  | Lotus-Climax    | 18     | 15     | 1  | 1  | –  | 1  | 2  | 9  |
| 3                 | 0   | Ferrari         | 10     | 14     | –  | 1  | 3  | –  | –  | 3  |
| 4                 | −3  | Cooper-Climax   | 7      | 11     | 1  | –  | –  | –  | 1  | 4  |
| 5                 | 0   | Lola-Climax     | 5      | 5      | –  | –  | –  | 1  | –  | 3  |
| 6                 | 0   | Porsche         | 7      | 3      | –  | –  | –  | –  | –  | 3  |
| Niesklasyfikowani |     |                 |        |        |    |    |    |    |    |    |
|                   |     | Emeryson-Climax | 1      | 0      | –  | –  | –  | –  | –  | 1  |
|                   |     | Lotus-BRM       | 1      | 0      | –  | –  | –  | –  | –  | 1  |
| P                 | +/− | Kierowca        | Starty | Punkty | P1 | P2 | P3 | PP | NO | NS |